# Chipre nos Jogos Olímpicos de Verão da Juventude de 2010
O Chipre participou dos Jogos Olímpicos de Verão da Juventude de 2010 em Singapura. Sua delegação foi composta de nove atletas que competiram em quatro esportes. O Chipre conquistou sua primeira medalha olímpica nesses Jogos da Juventude, sendo uma prata.

## Medalhistas
| Medalha | Nome                   | Esporte   | Evento                         | Data         |
| ------- | ---------------------- | --------- | ------------------------------ | ------------ |
| Prata   | Alexandros Poursanidis | Atletismo | Arremesso de martelo masculino | 23 de agosto |

## Atletismo
| Evento                         | Atleta                 | Qualificação | Qualificação | Final     | Final        |
| Evento                         | Atleta                 | Resultado    | Posição      | Resultado | Posição      |
| ------------------------------ | ---------------------- | ------------ | ------------ | --------- | ------------ |
| Arremesso de martelo masculino | Alexandros Poursanidis | 67,24        | 8º           | 70,30     | [ 3 ]        |
| Salto em altura feminino       | Leontia Kallenou       | 1,76         | 6º           | 1,79      | 4º (Final A) |

## Ciclismo
| Equipe             | Prova                     | Corta-mato | Corta-mato | Contra-relógio | Contra-relógio | BMX  | BMX   | Estrada masculino* | Pontos | Pos. final |
| Equipe             | Prova                     | Fem.       | Masc.      | Fem.           | Masc.          | Fem. | Masc. | Estrada masculino* | Pontos | Pos. final |
| ------------------ | ------------------------- | ---------- | ---------- | -------------- | -------------- | ---- | ----- | ------------------ | ------ | ---------- |
| Antri Christoforou | Equipes mistas combinadas | 27         |            | 18             |                | 40   |       |                    | 331    | 23º        |
| Eirinaios Koutsiou | Equipes mistas combinadas |            |            |                | 30             |      |       | 72                 | 331    | 23º        |
| Leontios Katsouris | Equipes mistas combinadas |            | 72         |                |                |      |       | 72                 | 331    | 23º        |
| Mamas Kyriacou     | Equipes mistas combinadas |            |            |                |                |      | 72    | Não completou      | 331    | 23º        |

*Na prova de estrada apenas a melhor pontuação foi considerada.

## Ginástica

### Ginástica artística
| Atleta           | Evento                     | Qualificação | Qualificação | Final por aparelhos | Final por aparelhos | Final individual geral | Final individual geral | Final individual geral | Final individual geral | Final individual geral | Final individual geral | Final individual geral | Final individual geral |
| Atleta           | Evento                     | Result.      | Pos.         | Result.             | Pos.                | Solo                   | Salto                  | Cavalo com alças       | Argolas                | Barras paralelas       | Barra fixa             | Total                  | Pos.                   |
| ---------------- | -------------------------- | ------------ | ------------ | ------------------- | ------------------- | ---------------------- | ---------------------- | ---------------------- | ---------------------- | ---------------------- | ---------------------- | ---------------------- | ---------------------- |
| Michalis Krasias | Solo masculino             | 13.600       | 20º          | Não avançou         | Não avançou         |                        |                        |                        |                        |                        |                        |                        |                        |
| Michalis Krasias | Cavalo com alças masculino | 13.200       | 17º          | Não avançou         | Não avançou         |                        |                        |                        |                        |                        |                        |                        |                        |
| Michalis Krasias | Argolas masculino          | 13.800       | 13º          | Não avançou         | Não avançou         |                        |                        |                        |                        |                        |                        |                        |                        |
| Michalis Krasias | Salto masculino            | 14.700       | 33º          | Não avançou         | Não avançou         |                        |                        |                        |                        |                        |                        |                        |                        |
| Michalis Krasias | Barras paralelas masculino | 12.850       | 24º          | Não avançou         | Não avançou         |                        |                        |                        |                        |                        |                        |                        |                        |
| Michalis Krasias | Barra fixa masculino       | 13.300       | 17º          | Não avançou         | Não avançou         |                        |                        |                        |                        |                        |                        |                        |                        |
| Michalis Krasias | Individual geral masculino | 81.450       | 16º          |                     |                     | 13.550                 | 11.500                 | 13.200                 | 14.600                 | 12.500                 | 12.800                 | 78.150                 | 18º                    |

## Natação
| Atleta          | Prova                    | Elims.     | Elims.      | Semifinal   | Semifinal    | Final       | Final       |
| Atleta          | Prova                    | Tempo      | Pos.        | Tempo       | Pos.         | Tempo       | Pos.        |
| --------------- | ------------------------ | ---------- | ----------- | ----------- | ------------ | ----------- | ----------- |
| Anna Schegoleva | 50 m borboleta feminino  | 28.57      | 12º (4º q2) | 28.80       | 15º (7º sf1) | Não avançou | Não avançou |
| Anna Schegoleva | 100 m borboleta feminino | 1:02.92    | 19º (5º q3) | Não avançou | Não avançou  | Não avançou | Não avançou |
| Anna Schegoleva | 200 m borboleta feminino | Não largou | -- (-- q2)  |             |              | Não avançou | Não avançou |
| Omiros Zagkas   | 50 m livre masculino     | 24.70      | 24º (8º q7) | Não avançou | Não avançou  | Não avançou | Não avançou |